# Catedral basílica de San Cristóbal (Belfort)

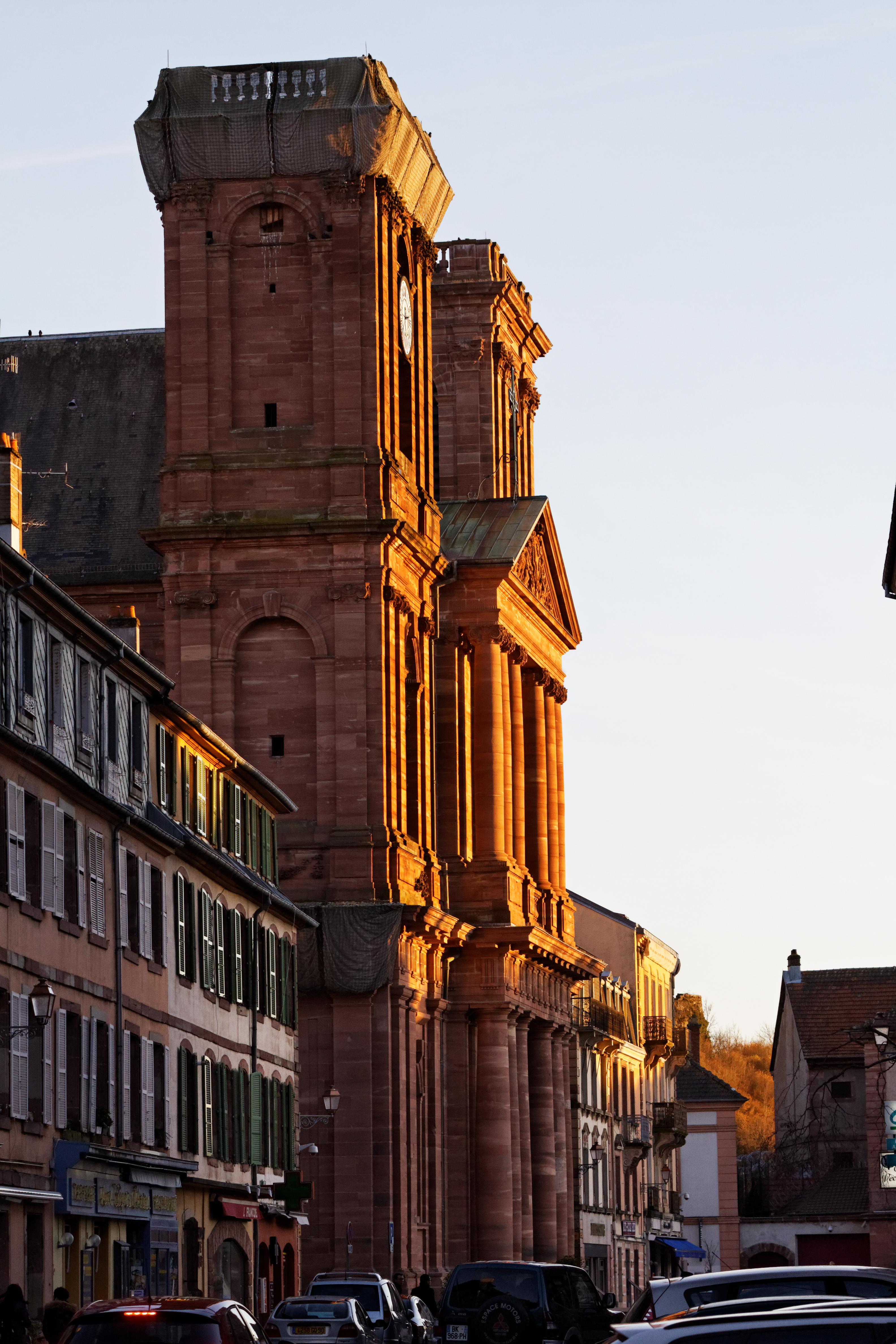
Escorzo de la fachada

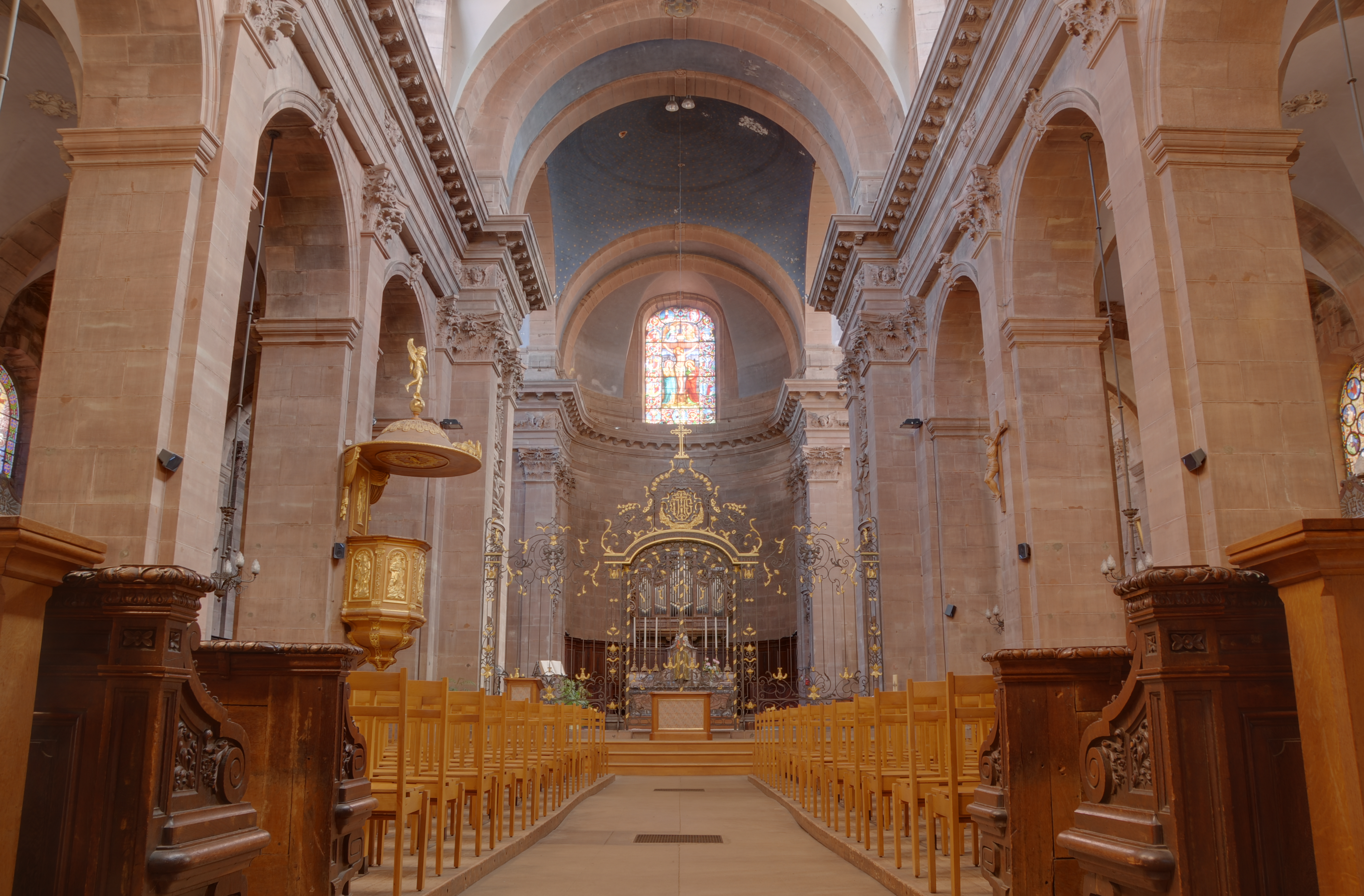
Vista interna

La basílica catedral [de] San Cristóbal de Belfort (en francés: Basilique-Cathédrale Saint-Christophe) o simplemente catedral de Belfort es una catedral católica en Belfort, que ha sido un monumento nacional de Francia desde 1930.
El edificio que ahora es la catedral fue construido como una iglesia entre 1727 y 1750 por el hombre de negocios Henri Schuller (o Shuler) (cuyo hijo fue más adelante un canon aquí) según los planes de Jacques Philippe Mareschal, ingeniero del rey en Estrasburgo. Fue construida de arenisca roja excavada en la cantera de Offremont, a tres kilómetros de Belfort.
Aunque la iglesia se abrió para la adoración en 1750, la torre del norte no fue terminada hasta 1845.
Contiene un órgano del constructor Joseph Valtrin, instalado en 1752 y ahora clasificado como un monumento histórico en su propio derecho.
El 3 de noviembre de 1979 se creó la diócesis de Belfort-Montbéliard con parte del territorio de la Arquidiócesis de Besançon. La sede del obispo se estableció en Belfort, y la iglesia de San Cristóbal fue elevada a la categoría de catedral.